# 洛克柏林 (紐約州)
洛克柏林（英語：Lock Berlin）是位於美國紐約州韋恩縣的非建制地區。

## 歷史
洛克柏林的郵局於1829年設立，其後於1934年停運。

## 地理
洛克柏林所處的海拔為高於海平面123米（即404英呎），而該地所採用的時區為UTC-5，即北美东部时区（EST）。同時該地設有夏令時間，為UTC-5調快一小時，即UTC-4（EDT）。